# Bogusław Jasiński (ekonomista)
Bogusław Jasiński (ur. 18 października 1931 w Żydaczowie, zm. 29 lipca 2009 w Krakowie) – polski ekonomista i badacz stosunków międzynarodowych.

## Życiorys
Po ukończeniu studiów w 1955 w Wyższej Szkole Ekonomicznej w Krakowie i uzyskaniu tytułu magistra ekonomii rozpoczął w niej pracę jako pracownik naukowo-dydaktyczny. Stopień doktora nauk ekonomicznych uzyskał w 1959 w Wyższej Szkole Ekonomicznej w Krakowie a stopień doktora habilitowanego w Szkole Głównej Planowania i Statystyki w Warszawie w 1964. Kolejne szczeble kariery naukowej to uzyskanie tytułu profesora w roku 1973, a także profesora zwyczajnego w roku 1978. Był założycielem i kierownikiem (1973-1980) krakowskiego oddziału Polskiego Instytutu Spraw Międzynarodowych. W latach 1987–1990 był dyrektorem Centrum Badań nad Zadłużeniem i Rozwojem Uniwersytetu Jagiellońskiego (później Akademii Ekonomicznej). W latach 1983–1992 pełnił funkcję dyrektora Instytutu Międzynarodowych Stosunków Społeczno-Ekonomicznych w Wyższej Szkole Ekonomicznej, a następnie w Akademii Ekonomicznej. W latach 1992–2002 pełnił funkcję kierownika Katedry Międzynarodowych Stosunków Gospodarczych Akademii Ekonomicznej w Krakowie. Był prekursorem badań związanych z problematyką rozwoju krajów Trzeciego Świata. Uzyskał na te badania stypendium naukowe Uniwersytetu w Delhi. Był członkiem Komisji Ekonomicznej PAN Oddział w Krakowie, a także licznych rad naukowych i zespołów doradczych. Był także członkiem Stowarzyszenia Klubu Rzymskiego, a także dwukrotnie uczestniczył w sesji Komitetu Nauki i Techniki Rady Gospodarczo-Społecznej ONZ w Nowym Jorku (1973, 1974). Był autorem ponad stu publikacji, w tym sześciu książek, a kolejnych sześciu – współautorem. Był promotorem 40 doktorów i 28 doktorów habilitowanych.

## Wybrane publikacje
- Źródła napięć gospodarczych w krajach Trzeciego Świata, Warszawa 1969;
- Współczesne problemy gospodarcze świata arabskiego, Warszawa 1974
- Przemiany w strukturze współczesnej gospodarki Egiptu, Warszawa 1974
- Gospodarka arabska (współautor), Warszawa 1975
- Międzynarodowe zadłużenie a efektywność polityki dostosowawczej. Raport, Kraków 1988
- Przegląd sytuacji zadłużeniowej w krajach Trzeciego Świata oraz Europy Środkowo-Wschodniej w latach osiemdziesiątych (współautor), Kraków 1990
- Świat w obliczu kryzysu zadłużeniowego. Raport dla Klubu Rzymskiego (współautor), Warszawa 1990